# Deckard Cain
Deckard Cain (cunoscut și sub numele de Cain the Elder) este singurul personaj în afară de personajul titlular, Diablo, care apare în fiecare joc al seriei Diablo. Vocea personajului este interpretată de Michael Gough. Prin intermediul interacțiunilor din jocurile Diablo, jucătorul află că Deckard Cain este ultimul supraviețuitor al Horadrimilor, un ordin antic de magi însărcinați cu prinderea Diavolilor Primari (Prime Evils) din Soulstones (Pietrele Sufletului) și ulterior să-i păzească. Cain acționează în calitate de consilier și de ghid, însoțind personajul jucătorului prin fiecare act al jocurilor și oferind o mare parte din folclorul care poate fi găsit în joc. În ciuda faptului că deja pare foarte bătrân în Diablo II, Cain apare și în Diablo III, care are loc la douăzeci de ani după al doilea joc și este de așteptat să fie un caracter oarecum mai întunecat.
Cain este, de asemenea, naratorul pentru cartea lui Cain editată de Blizzard în 2012, Diablo III: Book of Cain.